# Collège épiscopal
Le collège épiscopal est l'ensemble des évêques de l'Église catholique qui entourent le pape à Rome.

## Définition d'après Vatican II
La constitution dogmatique « Lumen Gentium » précise, dans son chapitre III, la question de « la hiérarchie de l’Église et spécialement l’épiscopat ». C’est dans cette partie que se trouve l’enseignement de Vatican II sur la collégialité (le mot lui-même n’est pas dans la constitution).
Le texte conciliaire commence son exposé par l'évocation de la scène évangélique de l’élection des douze apôtres par Jésus. Parmi eux, Pierre eut une place à part, unique, comme chef des apôtres et fondement de l’Église. « Aux Douze », Jésus a confié la mission d’achever l’œuvre de l’Évangile jusqu’à son retour.
Les apôtres, pour suivre le commandement divin, se sont alors donné des successeurs, les évêques. Ces derniers ont toujours à leur tête le pape, évêque de Rome et successeur de Pierre. De par sa consécration épiscopale, chaque évêque appartient à un corps, à un collège, un groupe stable.
Ainsi, le collège des évêques succède au collège des apôtres : les Douze choisis par Jésus.
Ce caractère collégial de l’épiscopat se manifeste notamment dans les conciles, tout spécialement dans les conciles œcuméniques (« de toute la terre habitée », selon l’étymologie grecque).
Mais l’exercice de la collégialité ne peut se réaliser que dans la communion avec sa « tête » : le souverain pontife, « fondement perpétuel et visible de l’unité » (LG 23).
Chaque évêque résidentiel est responsable d'une « Église locale ». De plus, comme membre du collège épiscopal et successeur des apôtres, il « porte le souci de la mission universelle de l’Église ». Le débat conciliaire sur cette question de la collégialité fut ardent, opposant deux conceptions ecclésiologiques bien marquées et par le fait même deux regards différents sur le gouvernement dans l’Église.

## Collégialité et primauté

### Lors du concile Vatican II
Les uns, s’appuyant sur les définitions du concile Vatican I, insistent sur la primauté pontificale, craignant que « l’esprit démocratique » ambiant ne remette en question le rôle et les prérogatives du pape. Les autres, selon une conception plus orientale, envisagent d’abord l’Église locale constituée autour de l’Eucharistie et conduite par son évêque pasteur, et craignent qu’un centralisme excessif ne la réduise à une simple circonscription administrative.
Il fallut, au fil des débats, clarifier l’idée de collégialité et définir ainsi les limites de son exercice qui ne pouvait porter atteinte à la primauté.
Le 7 octobre 1963, le cardinal Siri invitait les pères conciliaires à rechercher une théologie de la collégialité qui soit en accord avec la doctrine de la primauté.
Le 16 novembre 1964, avant le vote final de ce chapitre III, le pape Paul VI fit insérer une note explicative préliminaire (la nota explicativa praevia) qui précisait encore quelques points d'interprétation : le collège ne doit pas être entendu comme un « groupe d’égaux qui délégueraient leur pouvoir à leur président » mais doit expressément fonctionner sur le mode de « la communion hiérarchique avec le chef et les membres de l’Église ». Précisément, « le collège s’entend nécessairement et toujours avec son chef, qui dans le collège garde intégralement sa charge de vicaire du Christ et de pasteur de l’Église universelle ». Ainsi, tandis que « le Souverain Pontife peut exercer à son gré son pouvoir en tout temps, comme cela est requis par sa charge même », le collège épiscopal, pour sa part, « n’est pas toujours « en plein exercice », bien plus ce n’est que par intervalle qu’il agit dans un acte strictement collégial et si ce n’est avec le consentement de son chef ».

### Implications en termes de droit canonique
Une illustration de la formule « le collège n’existe jamais sans sa Tête » se trouve dans les périodes de vacance du siège apostolique : le collège des évêques ne peut alors plus agir comme tel ; un concile ou un synode des évêques en cours est suspendu dans l'attente de la décision d'un nouveau pape.

## Le collège épiscopal auXXIesiècle
Si certaines compétences ont été attribuées aux conférences épiscopales, elles ne sont pas pour autant devenues l’interface obligatoire entre les évêques résidentiels et le pape.
Le collège épiscopal compte plus de quatre mille évêques, y compris les évêques émérites. Ce qui les caractérise n'est pas d'être titulaires de tel ou tel siège, mais d'être membres de l'unique collège épiscopal, continuateur à travers les siècles du Collège apostolique, selon le point de vue catholique.
En dehors des conciles (organe extraordinaire), la collégialité épiscopale est réalisée en pratique dans les synodes des évêques et les conférences épiscopales (institution ordinaire).
En résumé, l'Église catholique est prioritaire sur toute Église particulière, de même que l'appartenance au collège épiscopal est prioritaire sur tout autre lien avec un siège particulier[réf. nécessaire][Interprétation personnelle ?].